# Ral·li Vinho da Madeira
El Ral·li Vinho da Madeira (en portuguès, Rali Vinho da Madeira), més conegut com a Ral·li de Madeira, és un ral·li que es disputa des del 1959 a l'illa portuguesa de Madeira, on és l'esdeveniment esportiu més important. Des del 1979 forma part del Campionat europeu de ral·lis i des del 2006 al 2010 també ho va ser de l'Intercontinental Rally Challenge.
El ral·li es disputa tradicionalment a l'estiu -a finals de juliol o principis d'agost- i hi han corregut grans pilots internacionals, com ara Ari Vatanen, Henri Toivonen, Miki Biasion, Fabrizio Tabaton o Andrea Aghini.

## Guanyadors
A 31 de desembre de 2015
| Any  | Pilot                       | Cotxe                    |
| ---- | --------------------------- | ------------------------ |
| 1959 | José Bernardino Lampreia    | MGA                      |
| 1960 | Horácio Macedo              | Mercedes 300SL           |
| 1961 | António P. Peixinho         | Alfa Romeo Giulietta     |
| 1962 | Horácio Macedo              | Ferrari 250 GT SWB       |
| 1963 | Horácio Macedo              | Ferrari 250 GT SWB       |
| 1964 | Fernando Basílio dos Santos | Porsche 911 SC           |
| 1965 | Zeca Cunha                  | Triumph TR4              |
| 1966 | António Sarmento Rebelo     | NSU Prinz 1000           |
| 1967 | Jean Pierre Nicolas         | Renault R8 1300          |
| 1968 | Américo da Silva Nunes      | Porsche 911-S            |
| 1969 | Américo da Silva Nunes      | Porsche 911-S            |
| 1970 | Américo da Silva Nunes      | Porsche 911-S            |
| 1971 | Giovanni Salvi              | Porsche 911-S            |
| 1972 | Luís Neto                   | Fiat 125 Special         |
| 1973 | Gomes Pereira               | Opel 1904-SR             |
| 1975 | João Clemente Aguiar        | Ford Escort 1600-RS      |
| 1976 | Giovanni Salvi              | Ford Escort 2000-RS      |
| 1977 | Américo da Silva Nunes      | Porsche 911-S            |
| 1978 | Ari Vatanen                 | Ford Escort 2000-RS      |
| 1979 | Antonio Fassina             | Lancia Stratos           |
| 1980 | Adartico Vudafieri          | Fiat 131 Abarth          |
| 1981 | Aloyse Kridel               | Ford Escort              |
| 1982 | Antonio Fassina             | Opel Ascona 400          |
| 1983 | Miki Biasion                | Lancia 037 Rally         |
| 1984 | Henri Toivonen              | Porsche 911 SC           |
| 1985 | Salvador Servià             | Lancia 037 Rally         |
| 1986 | Fabrizio Tabaton            | Lancia Delta S4          |
| 1987 | Dario Cerrato               | Lancia Delta HF 4WD      |
| 1988 | Patrick Snijers             | BMW M3                   |
| 1989 | Yves Loubet                 | Lancia Delta             |
| 1990 | Fabrizio Tabaton            | Lancia Delta             |
| 1991 | Fabrizio Tabaton            | Lancia Delta             |
| 1992 | Andrea Aghini               | Lancia Delta             |
| 1993 | Patrick Snijers             | Ford Escort Cosworth     |
| 1994 | Andrea Aghini               | Toyota Celica GT4        |
| 1995 | Piero Liatti                | Subaru Impreza WRX       |
| 1996 | Fernando Peres              | Ford Escort Cosworth     |
| 1997 | Piero Liatti                | Subaru Impreza WRC       |
| 1998 | Andrea Aghini               | Toyota Corolla WRC       |
| 1999 | Bruno Thiry                 | Subaru Impreza WRC       |
| 2000 | Piero Liatti                | Subaru Impreza WRC       |
| 2001 | Adruzilo Lopes              | Peugeot 206 WRC          |
| 2002 | Andrea Aghini               | Peugeot 206 WRC          |
| 2003 | Miguel Campos               | Peugeot 206 WRC          |
| 2004 | Vitor Sá                    | Peugeot 306 Maxi Kit Car |
| 2005 | Renato Travaglia            | Renault Clio S1600       |
| 2006 | Giandomenico Basso          | Fiat Punto Abarth S2000  |
| 2007 | Giandomenico Basso          | Fiat Punto Abarth S2000  |
| 2008 | Nicolas Vouilloz            | Peugeot 207 S2000        |
| 2009 | Giandomenico Basso          | Fiat Punto Abarth S2000  |
| 2010 | Freddy Loix                 | Škoda Fabia S2000        |
| 2011 | Bruno Magalhães             | Peugeot 207 S2000        |
| 2012 | Bruno Magalhães             | Peugeot 207 S2000        |
| 2013 | Giandomenico Basso          | Peugeot 207 S2000        |
| 2014 | Bruno Magalhães             | Peugeot 208 T16          |
| 2015 | Bruno Magalhães             | Peugeot 208 T16          |
| 2016 | José Pedro Fontes           | Citroën DS3 R5           |
| 2017 | Alexandre Camacho           | Peugeot 208 T16          |
| 2018 | Alexandre Camacho           | Škoda Fabia R5           |
| 2019 | Alexandre Camacho           | Škoda Fabia R5           |
| 2020 | Miguel Nunes                | Škoda Fabia R5 Evo       |